# Cerezo de Río Tirón
Cerezo de Río Tirón – gmina w Hiszpanii, w prowincji Burgos, w Kastylii i León, o powierzchni 63,7 km². W 2011 roku gmina liczyła 624 mieszkańców.